# Đoàn Kết, Lai Châu
Đoàn Kết là một phường thuộc thành phố Lai Châu, tỉnh Lai Châu, Việt Nam.

## Địa lý
Phường Đoàn Kết có vị trí địa lý:
- Phía đông giáp phường Tân Phong
- Phía tây giáp phường Quyết Tiến
- Phía nam giáp huyện Tam Đường
- Phía bắc giáp xã Sùng Phài.

Phường có diện tích 4,03 km², dân số năm 2004 là 3.627 người, mật độ dân số đạt 900 người/km².

## Lịch sử
Phường Đoàn Kết được thành lập vào ngày 10 tháng 10 năm 2004 trên cơ sở 227,70 ha diện tích tự nhiên và 3.486 người của thị trấn Phong Thổ, 175,30 ha diện tích tự nhiên và 141 người của xã Sùng Phài.